# Јуинг (Мисури)
Јуинг (енгл. Ewing) град је у америчкој савезној држави Мисури.

## Демографија
По попису из 2010. године број становника је 456, што је 8 (-1,7%) становника мање него 2000. године.
| Група             | 2000.       | 2010.       |
| Белци             | 460 (99,1%) | 435 (95,4%) |
| Афроамериканци    | 0 (0,0%)    | 1 (0,2%)    |
| Азијати           | 0 (0,0%)    | 3 (0,7%)    |
| Хиспаноамериканци | 0 (0,0%)    | 13 (2,9%)   |
| Укупно            | 464         | 456         |